# هلموت نورپوث
هلموت نورپوث (به انگلیسی: Helmut Norpoth) (زاده ۱۹۴۳) یک دانشمند علوم سیاسی اهل ایالات متحده آمریکا است. وی پروفسور دانشگاه استونی بروک می‌باشد. شهرت وی بیشتر به دلیل ارائه و اصلاح یک مدل برای پیش‌بینی نتایج انتخابات ریاست جمهوری آمریکا می‌باشد که از شش انتخابات اخیر ریاست جمهوری آمریکا، پنج مورد را به درستی پیش‌بینی کرده‌است. مدل وی پیروزی دونالد ترامپ در انتخابات ریاست جمهوری ۲۰۱۶ آمریکا را به درستی پیش‌بینی کرد.

## تحصیلات و فعالیت‌ها
نورپوت مدرک کارشناسی خود را از دانشگاه آزاد برلین آلمان درسال ۱۹۶۶ دریافت کرد. سپس در دانشگاه میشیگان به تحصیل ادامه داد و از آن دانشگاه موفق به اخذ مدرک کارشناسی ارشد و دکترا شد. وی پیش از ورود به دانشگاه استونی بروک، در دانشگاه کلن و دانشگاه تگزاس استادیار بود. در سال ۱۹۸۰، استادیار دانشگاه استونی بروک شد و در سال ۱۹۸۵ به درجه استاد تمام در این دانشگاه دست یافت.

## پیش‌بینی سیاسی
تحقیقات نورپوث در زمینه نتایج انتخابات سیاسی به کشورهای آمریکا، آلمان و بریتانیا تمرکز دارد. وی الگوی پیش‌بینی نتایج انتخابات ریاست جمهوری آمریکا که در سال ۱۹۱۲ ابداع شده بود را اصلاح کرد؛ که از سال ۱۹۹۶ تا ۲۰۱۶ نتیجه پنج انتخابات را به درستی پیش‌بینی کرده‌است. در سال ۲۰۲۰، نورپوت اظهار داشت که طبق این الگو درصد پیروزی مجدد ترامپ در انتخابات آتی ۹۱ درصد است.